# Sammlung Rolf Irle

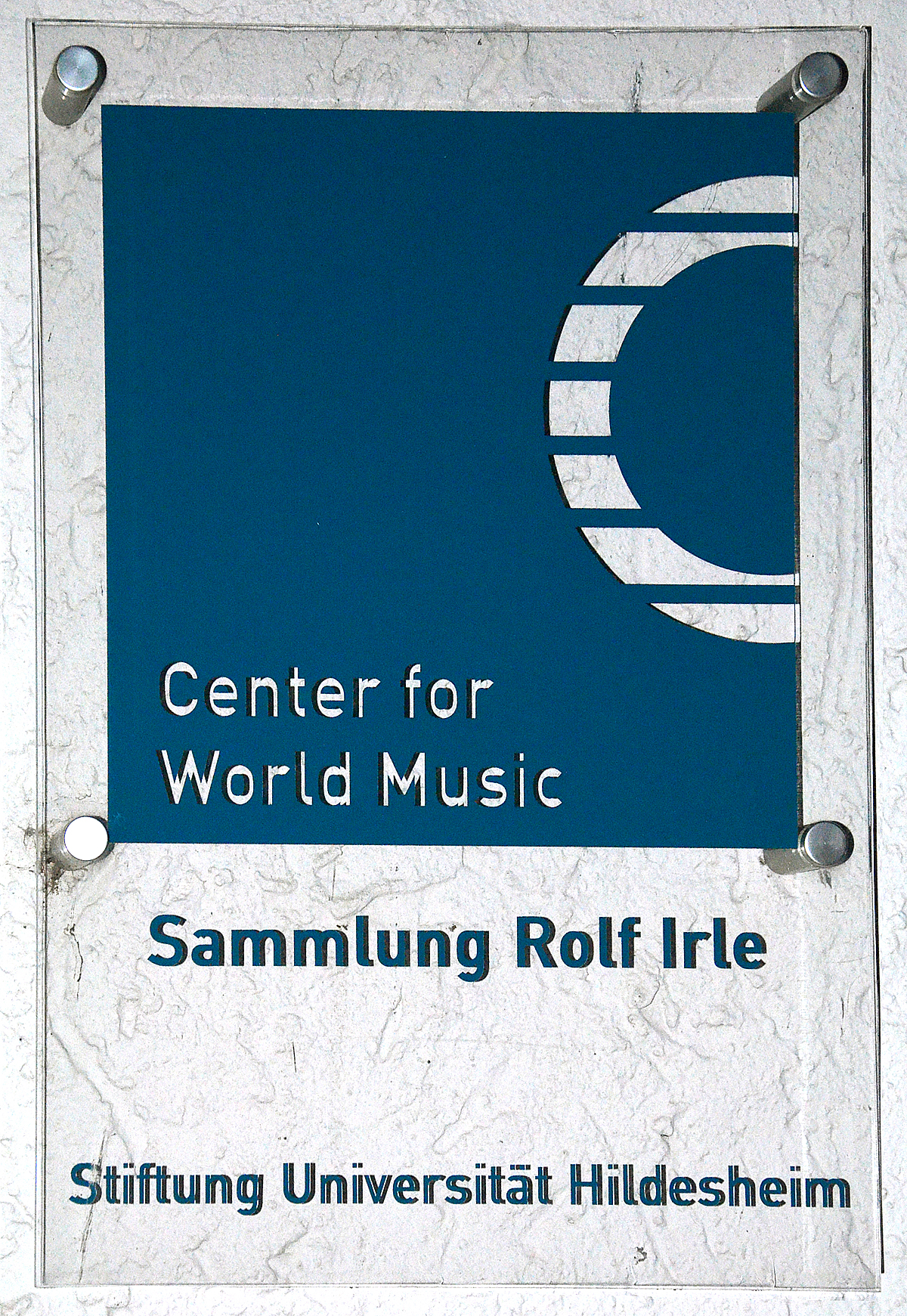
Tafel am Center for World Music – Sammlung Rolf Irle am Eingang der ehemaligen Timotheuskirche am Timotheus Platz Ecke Schillstraße in Hildesheim

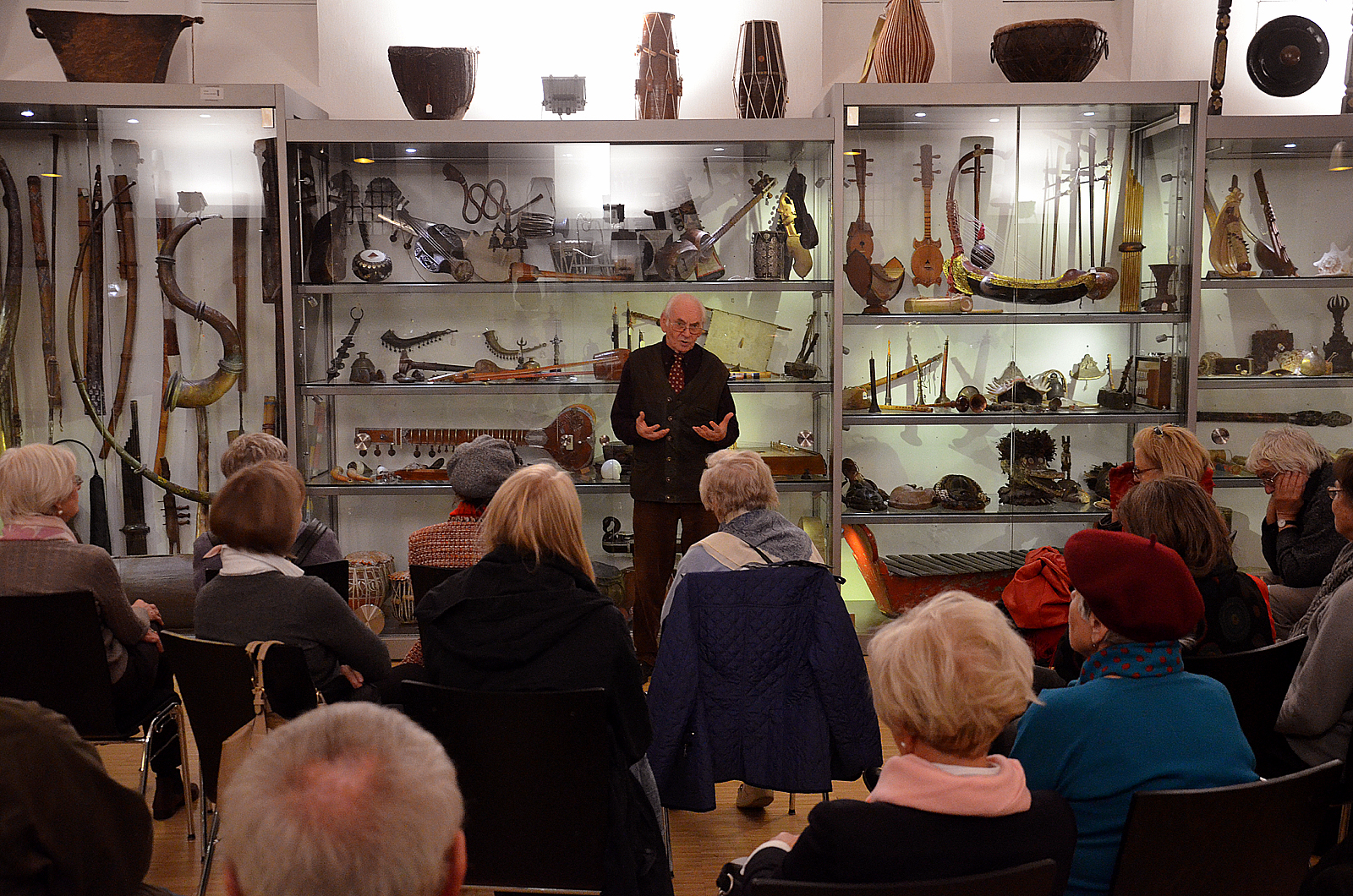
Rolf Irle vor den Vitrinen der gleichnamigen Sammlung, hier 2015 bei einem Vortrag vor dem Freundeskreis Hannover

Die Sammlung Rolf Irle ist eine Sammlung außereuropäischer Musikinstrumente, die seit 2009 in der Einrichtung Center for World Music der Stiftung Universität Hildesheim ausgestellt werden. Sie ist vorübergehend untergebracht in Hildesheim in der ehemaligen Timotheuskirche und dem angrenzenden Pfarrhaus.
Im Kirchenschiff werden rund 3000 Exponate aus allen Kulturkreisen der Welt gezeigt, die Rolf Irle in über 40 Jahren zusammengetragen hat. Der Sammler führt einmal im Monat und auf Anfragen durch die Ausstellung, die unter wechselnden Themen stattfindet. Dabei werden die Instrumente erklärt und vorgeführt und auch die Besucher können den Großteil der Instrumente selbst ausprobieren. Auch ein auf Kinder abgestimmter Workshop wird angeboten.